# Пукет
Пукет (тај. ภูเก็ต, изговор [pʰūː.kèt]), раније познат и као Таланг (тај. ถลาง), највеће је тајландско острво и истовремено једна од 14 провинција Јужног Тајланда.
Смештен је уз западну обалу Тајланда у акваторији Андаманског мора (део Индијског океана). Два моста на северном крају острва повезују га са копном. Са површином од око 576 km² нешто мањи је од државе Сингапур. На острву живи око 600.000 становника, а главни и највећи град је Пукет.
Острво се налази на важном поморском путу којим су саобраћали трговачки бродови из Кине и Индије, а често се помињало и у старим европским поморским мапама као важна трговачка лука. Захваљујући трговини, али и великом богатству у калају и каучуку Пукет је од најранијих времена био једна од најбогатијих лука Азије. Основна привредна делатност данас је туризам, а Пукет се сматра најважнијом туристичком престоницом Тајланда.

## Етимологија
Према лингвистичким схватањима порекло имена Пукет потиче од малајске речи bukit која означава узвишење, а управо је то прва асоцијација на острво гледајући из даљине. У древним тајландским списима име острва је кованица од тајландских речи phu (планина) и ket (бисер).
У неким поморским мапама острво је означавано и као Thalang (тај. ถลาง) чији корен се налази у старој малајској речи Telong која означава рт (што је јасна асоцијација на његове разуђене обале). И данас се северни део острва назива овим именом.
У европским поморским мапама острво се звало Jung Ceylon чије порекло је из малајског топонима Tanjung Salang (у значењу Рт Саланг).

## Грб острва
Службени грб острва и уједно провинције Пукет усвојен је 1985. године. На грбу се налази споменик двема националним хероинама Тајланда Кхун Мок и Кхун Јан које су предводиле локално становништво у борбама против инвазије Бурманаца 1785. године. Кхун Јан која је била удовица дотадашњег гувернера острва и њена сестра Мок су преобучене у мушке војничке одоре окупиле војску и утврдиле се у граду Талангу на северу острва. Бурманци су дуго времена држали острво под опсадом, а многобројне акције са циљем његовог заузимања су пропале. За храброст у борби тадашњи тајландски краљ Рама I доделио им је почасне титуле националних хероина Тао Теп Касатри и Тао Сри Сунтон.

## Географија
Острво Пукет смештено је у источном делу акваторије Андаманског мора, односно на североистоку Индијског океана, уз југозападну обалу Краљевине Тајланд (којој административно и припада). Налази се на око 863 km јужно од главног града земље Бангкока, а површина главног острва (без околних мањих острва) је 543 km². У правцу север-југ острво се пружа дужином нешто мањом од 50 km, док је максимална ширина (правац запад-исток) до 20 km.
Највећи део површина, око 70% обухватају релативно ниска узвишења висине до 500 метара, док се низијске површине налазе углавном у централним и јужним деловима острва. Западни део острва је узвишење које се пружа меридијанским правцем од севера ка југу и које представља продужетак знатно пространијег планинског ланца са Малајског полуострва (дужине око 440 km, део Индо-малајских кордиљера). Највиша тачка острва је Као Мај Тао Сип Сонг са надморском висином од 529 метара. Узвишења су подељена у више одвојених формација раздвојених стрмим котлинама, са нагибима који су знатно већи дуж западних обронака. Иако на острву не постоји нити један значајнији стални водоток постоји 9 мањих повремених водотока који се пуне водом за време монсунских киша (највећи су Бангјај, Тачин, Тарија и Бангрон). Северни и североисточни део острва представља пространу литоралну зону обраслу густом вегетацијом мангрова. Бројни уски ртови који се увлаче дубоко у море формирају бројне мање заливе од којих је највећи залив Чалонг дуж југозападне обале. Ртови се даље ка пучини настављају у бројна мања стеновита острва.
Плаже на западном делу острва су углавном пешчаног карактера, са ретким шљунковитим наслагама, док је на истоку острва углавном муљевито тло. У северном делу острва налази се парк природе Као Пра Тео са површином од око 20 km². Заштићена је то зона обрасла густом тропском кишном шумом. Уз северозападну обалу налази се подручје националног парка Сиринат основаног 1981. године, а који покрива око 90 km² територије (од чега је око 68 km² у зони маринског екосистема). Један од најпознатијих делова тог националног парка је плажа Нај Јанг која представља природно мрестилиште морских корњача.

### Провинција Пукет
Тајландска Провинција Пукет поред главног острва обухвата још око 32 острва и мноштво хриди смештених у овом делу Андаманског мора. Укупна површина провинције је 576 km². Острва смештена у западном делу и ближе обалама Пукета су углавном гранитне основе док су она удаљенија од копна кречњачког карактера. Захваљујући кречњачкој грађи на тим острвима је формирана специфична форма тропског крашког рељефа са живописним морфоскулптурама.
Нека од најважнијих и највећих острва, поред Пукета су: Сире (тај. เกาะสิเหร่) површине 8,8 km², Лон (тај. เกาะโหลน) површине 4,77 km², острва Рача-Ној (тај. เกาะราชาน้อย) и Рача-Јај (тај. เกาะราชาใหญ่), површине 3,06 km² и 4,5 km², Мапрау (тај. เกาะมะพร้าว) површине 3,7 km² и Накха-Јај (тај. เกาะนาคาใหญ่) са површином од 2,08 km².
Већина ових кречњачких острва представљају туристичке центре, углавном без сталне популације.
Северозападно од Пукета налазе се Симиланска острва, архипелаг од укупно 9 острва који је због своје специфичне флоре и фауне 1982. проглашен националним парком. Главно и највеће острво је Кох Симилан (Велики Симилан). На око 50 km југоисточно од Пукета је архипелаг Пи-Пи (тај. พีพี) који чини 6 острва од којих су највећа Ко Пи-Пи Дон и Ко Пи-Пи Леј (укупне површине 12,85 km²). У заливу Пханг Нга налази се корално острвце Ко Тапу (тај. เกาะตะปู) висине 20 метара које је постало популарно након што је 1974. на њему снимљени неки кадрови из филма Човек са златним пиштољем режисера Јана Флеминга. Од тада то острвце називају и Острвом Џејмса Бонда.

### Клима
Острво Пукет лежи у зони тропске монсунске климе коју карактеришу један кишни период који траје од маја до октобра и један сушни период од новембра до краја априла. Температуре ваздуха имају приближне вредности током целе године, тако да су температурна колебања јако мала. Максималне просечне температуре крећу се у распону између 30 и 33 °C, док се минималне вредности крећу у просеку између 23 и 26 °C.
Током кишног периода количина падавина је у просеку преко 300 mm у току месеца, изразито је велика облачност са минималним трајањем осунчаности у јулу и септембру. У том периоду киша пада и по неколико дана без престанка. Падавине су у том периоду углавном средњег и високог интензитета.
Иако су током сушног периода падавине реткост, њихово појављивање није искључено. У том периоду падавине се углавном јављају у облику краткотрајних јутарњих олуја. За кратко време олујне облаке смењује сунчано и врело време што доводи до екстремно великих влажности ваздуха.
У периоду од јуна до августа дуж западних и југозападних обала Пукета теку јаке морске струје и у том периоду пливање и роњење је забрањено на отвореном мору.
| Клима Пукета (Дистрикт Муан Пукет) (1981—2010)                                               | Клима Пукета (Дистрикт Муан Пукет) (1981—2010) | Клима Пукета (Дистрикт Муан Пукет) (1981—2010) | Клима Пукета (Дистрикт Муан Пукет) (1981—2010) | Клима Пукета (Дистрикт Муан Пукет) (1981—2010) | Клима Пукета (Дистрикт Муан Пукет) (1981—2010) | Клима Пукета (Дистрикт Муан Пукет) (1981—2010) | Клима Пукета (Дистрикт Муан Пукет) (1981—2010) | Клима Пукета (Дистрикт Муан Пукет) (1981—2010) | Клима Пукета (Дистрикт Муан Пукет) (1981—2010) | Клима Пукета (Дистрикт Муан Пукет) (1981—2010) | Клима Пукета (Дистрикт Муан Пукет) (1981—2010) | Клима Пукета (Дистрикт Муан Пукет) (1981—2010) | Клима Пукета (Дистрикт Муан Пукет) (1981—2010) |
| Показатељ \ Месец                                                                            | .Јан.                                          | .Феб.                                          | .Мар.                                          | .Апр.                                          | .Мај.                                          | .Јун.                                          | .Јул.                                          | .Авг.                                          | .Сеп.                                          | .Окт.                                          | .Нов.                                          | .Дец.                                          | .Год.                                          |
| -------------------------------------------------------------------------------------------- | ---------------------------------------------- | ---------------------------------------------- | ---------------------------------------------- | ---------------------------------------------- | ---------------------------------------------- | ---------------------------------------------- | ---------------------------------------------- | ---------------------------------------------- | ---------------------------------------------- | ---------------------------------------------- | ---------------------------------------------- | ---------------------------------------------- | ---------------------------------------------- |
| Апсолутни максимум, °C (°F)                                                                  | 36,3 (97,3)                                    | 36,7 (98,1)                                    | 37,8 (100)                                     | 37,8 (100)                                     | 37,8 (100)                                     | 35,8 (96,4)                                    | 35,0 (95)                                      | 35,5 (95,9)                                    | 35,0 (95)                                      | 35,3 (95,5)                                    | 34,8 (94,6)                                    | 34,2 (93,6)                                    | 37,8 (100)                                     |
| Максимум, °C (°F)                                                                            | 32,7 (90,9)                                    | 33,6 (92,5)                                    | 34,0 (93,2)                                    | 33,9 (93)                                      | 32,8 (91)                                      | 32,4 (90,3)                                    | 32,0 (89,6)                                    | 32,0 (89,6)                                    | 31,5 (88,7)                                    | 31,5 (88,7)                                    | 31,7 (89,1)                                    | 31,7 (89,1)                                    | 32,5 (90,5)                                    |
| Просек, °C (°F)                                                                              | 28,1 (82,6)                                    | 28,7 (83,7)                                    | 29,2 (84,6)                                    | 29,4 (84,9)                                    | 28,8 (83,8)                                    | 28,6 (83,5)                                    | 28,2 (82,8)                                    | 28,1 (82,6)                                    | 27,5 (81,5)                                    | 27,4 (81,3)                                    | 27,7 (81,9)                                    | 27,6 (81,7)                                    | 28,3 (82,9)                                    |
| Минимум, °C (°F)                                                                             | 24,5 (76,1)                                    | 24,9 (76,8)                                    | 25,4 (77,7)                                    | 25,8 (78,4)                                    | 25,6 (78,1)                                    | 25,5 (77,9)                                    | 25,1 (77,2)                                    | 25,3 (77,5)                                    | 24,6 (76,3)                                    | 24,5 (76,1)                                    | 24,7 (76,5)                                    | 24,4 (75,9)                                    | 25,0 (77)                                      |
| Апсолутни минимум, °C (°F)                                                                   | 19,5 (67,1)                                    | 18,6 (65,5)                                    | 20,0 (68)                                      | 20,5 (68,9)                                    | 21,2 (70,2)                                    | 21,9 (71,4)                                    | 20,5 (68,9)                                    | 21,1 (70)                                      | 21,1 (70)                                      | 20,5 (68,9)                                    | 20,3 (68,5)                                    | 18,4 (65,1)                                    | 18,4 (65,1)                                    |
| Количина кише, mm (in)                                                                       | 30,3 (1,193)                                   | 23,9 (0,941)                                   | 73,5 (2,894)                                   | 142,9 (5,626)                                  | 259,5 (10,217)                                 | 213,3 (8,398)                                  | 258,2 (10,165)                                 | 286,8 (11,291)                                 | 361,2 (14,22)                                  | 320,1 (12,602)                                 | 177,4 (6,984)                                  | 72,4 (2,85)                                    | 2.219,5 (87,382)                               |
| Дани са кишом                                                                                | 4,6                                            | 3,1                                            | 6,7                                            | 11,8                                           | 18,8                                           | 18,2                                           | 19,6                                           | 19,0                                           | 22,1                                           | 22,5                                           | 15,4                                           | 9,3                                            | 171,1                                          |
| Релативна влажност, %                                                                        | 70                                             | 69                                             | 71                                             | 75                                             | 79                                             | 79                                             | 79                                             | 79                                             | 82                                             | 82                                             | 79                                             | 75                                             | 77                                             |
| Сунчани сати — месечни просек                                                                | 235,6                                          | 214,7                                          | 204,6                                          | 183,0                                          | 151,9                                          | 150,0                                          | 151,9                                          | 151,9                                          | 108,0                                          | 145,7                                          | 174,0                                          | 198,4                                          | 2.069,7                                        |
| Сунчани сати — дневни просек                                                                 | 7,6                                            | 7,6                                            | 6,6                                            | 6,1                                            | 4,9                                            | 5,0                                            | 4,9                                            | 4,9                                            | 3,6                                            | 4,7                                            | 5,8                                            | 6,4                                            | 5,7                                            |
| Извор #1: Thai Meteorological Department‍:27                                                   |                                                |                                                |                                                |                                                |                                                |                                                |                                                |                                                |                                                |                                                |                                                |                                                |                                                |
| Извор #2: Office of Water Management and Hydrology, Royal Irrigation Department (сун, вл)‍:116 |                                                |                                                |                                                |                                                |                                                |                                                |                                                |                                                |                                                |                                                |                                                |                                                |                                                |

| Клима Пукета (Међународни аеродром Пукет) (1981—2010)                                        | Клима Пукета (Међународни аеродром Пукет) (1981—2010) | Клима Пукета (Међународни аеродром Пукет) (1981—2010) | Клима Пукета (Међународни аеродром Пукет) (1981—2010) | Клима Пукета (Међународни аеродром Пукет) (1981—2010) | Клима Пукета (Међународни аеродром Пукет) (1981—2010) | Клима Пукета (Међународни аеродром Пукет) (1981—2010) | Клима Пукета (Међународни аеродром Пукет) (1981—2010) | Клима Пукета (Међународни аеродром Пукет) (1981—2010) | Клима Пукета (Међународни аеродром Пукет) (1981—2010) | Клима Пукета (Међународни аеродром Пукет) (1981—2010) | Клима Пукета (Међународни аеродром Пукет) (1981—2010) | Клима Пукета (Међународни аеродром Пукет) (1981—2010) | Клима Пукета (Међународни аеродром Пукет) (1981—2010) |
| Показатељ \ Месец                                                                            | .Јан.                                                 | .Феб.                                                 | .Мар.                                                 | .Апр.                                                 | .Мај.                                                 | .Јун.                                                 | .Јул.                                                 | .Авг.                                                 | .Сеп.                                                 | .Окт.                                                 | .Нов.                                                 | .Дец.                                                 | .Год.                                                 |
| -------------------------------------------------------------------------------------------- | ----------------------------------------------------- | ----------------------------------------------------- | ----------------------------------------------------- | ----------------------------------------------------- | ----------------------------------------------------- | ----------------------------------------------------- | ----------------------------------------------------- | ----------------------------------------------------- | ----------------------------------------------------- | ----------------------------------------------------- | ----------------------------------------------------- | ----------------------------------------------------- | ----------------------------------------------------- |
| Апсолутни максимум, °C (°F)                                                                  | 35,5 (95,9)                                           | 38,5 (101,3)                                          | 37,5 (99,5)                                           | 37,6 (99,7)                                           | 37,7 (99,9)                                           | 35,0 (95)                                             | 34,2 (93,6)                                           | 34,8 (94,6)                                           | 34,4 (93,9)                                           | 33,9 (93)                                             | 36,1 (97)                                             | 33,5 (92,3)                                           | 38,5 (101,3)                                          |
| Максимум, °C (°F)                                                                            | 32,1 (89,8)                                           | 33,1 (91,6)                                           | 33,6 (92,5)                                           | 33,4 (92,1)                                           | 32,2 (90)                                             | 31,7 (89,1)                                           | 31,3 (88,3)                                           | 31,2 (88,2)                                           | 30,7 (87,3)                                           | 30,8 (87,4)                                           | 31,1 (88)                                             | 31,2 (88,2)                                           | 31,9 (89,4)                                           |
| Просек, °C (°F)                                                                              | 27,0 (80,6)                                           | 27,7 (81,9)                                           | 28,3 (82,9)                                           | 28,6 (83,5)                                           | 28,4 (83,1)                                           | 28,3 (82,9)                                           | 27,9 (82,2)                                           | 28,0 (82,4)                                           | 27,3 (81,1)                                           | 27,0 (80,6)                                           | 26,9 (80,4)                                           | 26,7 (80,1)                                           | 27,7 (81,9)                                           |
| Минимум, °C (°F)                                                                             | 22,6 (72,7)                                           | 22,8 (73)                                             | 23,4 (74,1)                                           | 24,2 (75,6)                                           | 24,7 (76,5)                                           | 24,9 (76,8)                                           | 24,6 (76,3)                                           | 24,9 (76,8)                                           | 24,2 (75,6)                                           | 23,8 (74,8)                                           | 23,5 (74,3)                                           | 22,9 (73,2)                                           | 23,9 (75)                                             |
| Апсолутни минимум, °C (°F)                                                                   | 17,9 (64,2)                                           | 17,1 (62,8)                                           | 18,5 (65,3)                                           | 20,2 (68,4)                                           | 19,5 (67,1)                                           | 19,6 (67,3)                                           | 20,2 (68,4)                                           | 18,9 (66)                                             | 19,0 (66,2)                                           | 20,8 (69,4)                                           | 17,0 (62,6)                                           | 18,9 (66)                                             | 17,0 (62,6)                                           |
| Количина кише, mm (in)                                                                       | 36,2 (1,425)                                          | 27,2 (1,071)                                          | 100,3 (3,949)                                         | 154,0 (6,063)                                         | 281,5 (11,083)                                        | 256,8 (10,11)                                         | 261,5 (10,295)                                        | 329,8 (12,984)                                        | 399,1 (15,713)                                        | 353,4 (13,913)                                        | 207,8 (8,181)                                         | 67,4 (2,654)                                          | 2,475 (97,441)                                        |
| Дани са кишом                                                                                | 6,2                                                   | 4,1                                                   | 7,9                                                   | 12,9                                                  | 20,2                                                  | 18,9                                                  | 20,3                                                  | 20,2                                                  | 22,8                                                  | 23,3                                                  | 16,6                                                  | 10,0                                                  | 183,4                                                 |
| Релативна влажност, %                                                                        | 76                                                    | 74                                                    | 76                                                    | 80                                                    | 82                                                    | 82                                                    | 82                                                    | 82                                                    | 84                                                    | 86                                                    | 83                                                    | 79                                                    | 81                                                    |
| Сунчани сати — месечни просек                                                                | 198,4                                                 | 180,8                                                 | 201,5                                                 | 183,0                                                 | 155,0                                                 | 150,0                                                 | 155,0                                                 | 114,7                                                 | 108,0                                                 | 108,5                                                 | 138,0                                                 | 179,8                                                 | 1.872,7                                               |
| Сунчани сати — дневни просек                                                                 | 6,4                                                   | 6,4                                                   | 6,5                                                   | 6,1                                                   | 5,0                                                   | 5,0                                                   | 5,0                                                   | 3,7                                                   | 3,6                                                   | 3,5                                                   | 4,6                                                   | 5,8                                                   | 5,1                                                   |
| Извор #1: Thai Meteorological Department‍:27–28                                                |                                                       |                                                       |                                                       |                                                       |                                                       |                                                       |                                                       |                                                       |                                                       |                                                       |                                                       |                                                       |                                                       |
| Извор #2: Office of Water Management and Hydrology, Royal Irrigation Department (сун, вл)‍:117 |                                                       |                                                       |                                                       |                                                       |                                                       |                                                       |                                                       |                                                       |                                                       |                                                       |                                                       |                                                       |                                                       |

## Историја
Први значајнији подаци о острву Пукет у Европи потичу још из другог века, а острво се помињало под именом Џанк Сејлон или Чанк Силон и управо су то били називи који су најчешће кориштени на старим картама. Корен имена налази се вероватно у Птолемејевој „Географији“ насталој још у чувеној Александријској библиотеци током другог века нове ере. Птолемеј је знања о овим подручјима вероватно преузео од персијских трговаца и путописаца који су помињали древне поморце који су приликом путовања у Златну земљу или Суванапум (тај. สุวรรณภูมิ; вероватно негде на Малајском полуострву) пловили крај ртова острва Чанк Силон (тај. จังซีลอน).
Од најранијих времена Пукет је био важно свратиште за трговачке бродове који су пловили између Индије и Кине. Острво је првобитно било делом будистичке империје Дваравати народа Мони (који припадају бурманској групи), а која је настала почетком новог миленијума на Малајском полуострву и с временом се проширила и на околне територије. Захваљујући великом богатству у калају острво касније добија назив Муанг такуа Таланг (тај. เมอง ตะกวปา ถลาง) или у буквалном преводу „Таланг, земља калаја“. Касније острво прелази у руке малајског Шривиџајског царства, а потом и тајске краљевине Након Си Тамарат. У наредним вековима Пукет је мање или више био организован као вазална кнежевина потчињена околним моћнијим државама.
Холандски трговци су у другој половини XVI века успоставили интензивну трговину са острвом које је тада припадало тајландској држави Ајутији. Северни и централни делови острва били су под директном ингеренцијом тајландског краља, док су јужни делови острва у виду концесија били дати под закуп иностраним трговцима који су се бавили вађењем и трговином калајем. Почетком XVII века у трговину са Тајландом укључују се и Португалци, Енглези.
У септембру 1680. француски трговачки брод напустио је острво са теретом калаја чиме је почело ширење француског трговачког утицаја на том подручју. Око две године касније краљ Нарај (1656—1688) је желећи да смањи трговачки монопол Холандије и Енглеске на том простору, за гувернера острва поставио француског мисионара Рене Шарбоноа који је функцију гувернера обављао све до 1685. године. Исте те године краљ Нарај је француском амбасадору потврдио монопол над трговином калајем са Пукета. Међутим како је већ три године касније краљ Нарај убијен у Сијамској револуцији, Французи су били присиљени да се повуку са острва. Иако је генерал Десфарж у априлу 1689. успео да привремено поврати власт над острвом, био је присиљен да се са војском повуче након свега 8 месеци.
Након готово једног века затишја, Бурманска војска је 1767. покорила тајландску државу и управљала њоме све до 1782. године када је земља поново ослобођена. У знак освете Бурманци су нападали рубне делове тајландске државе, покушавши тако између осталих и да спроведу инвазију на Пукет 1785. године. Вест о бурманској флоти која се приближавала острву Пукет локалном становништву саопштио је капетан британске источноиндијске компаније Френсис Лајт. Због смрти гувернера одбрана острва је била на климавим ногама, а у војсци је владало расуло. Кхун Јан која је била удовица дотадашњег гувернера острва и њена сестра Мок су преобучене у мушке војничке одоре окупиле војску и утврдиле се у граду Талангу на северу острва. Бурманци су дуго времена држали острво под опсадом, а многобројне акције са циљем његовог заузимања су пропале. За храброст у борби тадашњи тајландски краљ Рама I доделио им је почасне титуле националних хероина Тао Теп Касатри и Тао Сри Сунтон.
Током XIX века експлоатацију и трговину калајем на острву преузимају кинески досељеници који су долазили на Пукет у тако великом броју да се за веома кратко време променила целокупна демографска слика острва. Локално малајско становништво остало је у већини једино у приобалним рибарским градићима.
За време владавине краља Раме V (1868—1910) Пукет је имао функцију административног центра свих рударских покрајина на југу земље и носио је име Монтон Пукет (тај. มณฑล ภเกต). Године 1933. на Тајланду долази до промене облика владавине и преласка са апсолутистичког на парламентарни систем, а Пукет је административно организован као засебна провинција.

### Цунами 2004.
Највећа природна катастрофа која је захватила острво Пукет десила се 26. децембра 2004. године када је обале острва али и целог околног подручја запљуснуо цунами талас настао као последица веома снажног земљотреса који је погодио дно Индијског океана. Талас је уништио већину насељених места и туристичких центара на обали острва, а страдало је око 250 људи, што становника што страних туриста. Претпоставља се да је погинуло и око хиљаду непријављених радника из Мјанмара који су радили на једном локалном градилишту у подручју Као Лак.
Већ у фебруару 2005. већина туристичких центара је обновљена и поново пуштена у употребу. Да би се спречиле овакве страховите последице у будућности Влада Тајланда је у децембру 2006. поставила системе за упозоравање на цунамије. Једна таква плутача налази се на пола пута између Сри Ланке и Тајланда.

## Административна подела
Провинција Пукет административно је подељена на три округа (ампхеа) (Таланг на северу, Кату на западу и Муеанг Пукет на југу), 17 подокруга (тамбон) и 103 села (мубан).
Административни центар острва Пукет има статус града, док два најважнија туристичка центра Кату и Патонг имају стаусе варошица.

## Демографија
Према службеним подацима завода за статистику Тајланда из децембра 2012. у провинцији Пукет стално је била насељена 391.000 становника. Међутим у шпицу туристичке сезоне од новембра до априла на острво долази велики број сезонских радника из околних земаља и из других делова Тајланда, тако да се број становника удвостручава. Око 20% од укупног броја стално насељене популације су страни држављани.
У етничком смислу популација Пукета је веома хетерогена и чине је бројне етничке скупине. Најбројнији су Тајланђани и Кинези, а следе Малајци, Бурманци, Лао, Кмери, Европљани и Американци.
Први становници острва били су припадници народа Урак-лаве или Чау Ле (тај. ชาวเล), односно „Морски Цигани“ како их називају на Тајланду. Реч је о номадским племенима која традиционално живе на мору (углавном у водама Андаманског мора) у својим бродицама, путују од острва до острва и баве се риболовом. У периоду монсунских киша од маја до новембра обично би обитавали на копну, на неком од бројних острва. Подељени су у неколико подгрупа, а заједничко им је да су очували језик, културу и обичаје. Практикују разна анимистичка веровања.
Најбројнија етничка група су Тајланђани који су се постепено насељавали на Пукет и суседна острва од почетка XVI века. Нешто већи број Тајланђана доселио се у ову провинцију крајем 20. века, а превасходно захваљујући привредном процвату и наглом развоју туризма. Готово 95% пукетских Тајланђана су припадници тхеравада будизма.
Кинези који су друга по бројности етничка скупина чине око 35% становништва провинције. Највећи део пукетских Кинеза потомци су досељеника из Фуђена који су се на острво доселили средином XVIII века и бавили су се вађењем руде калаја. Кинези су успели да очувају властиту културу и традицију, а данас се убрајају у најимућније становнике острва и углавном су власници туристичких објеката и занатских радионица.
Значајан део становништва чине и Малајци, аустронежански народ исламске вероисповести. Доселили су се из Малезије и Индонезије, а насељени су углавном у јужном делу острва и баве се пољопривредом (узгој пиринча и каучуковца). На острву живе и бројни странци из свих делова света.
Око 73% становништва припадају будистичким верским учењима, док око четвртина популације исповеда ислам. Постоје и мање римокатоличке и православне заједнице. Московска патријаршија Руске православне цркве је 18. децембра 2011. је у Талангу подигла православни храм посвећен Пресветој Тројици.

## Привреда
Основне привредне делатности на острву су све до XVI века када је почела интензивнија експлоатација калаја, биле пољопривреда (узгој пиринча) и риболов. Калај и каучук одредили су даљу судбину острва. Откриће великих резерви калаја у потпуности је преобразило цело острво. Експлоатација ове руде достигла је свој максимум крајем XVIII и током XIX века када на острво долазе бројни кинески радници специјализовани за рударске делатности. Трговина калајем и новац од концесија доносили су Пукету огромне добити, али и знатно промениле пејзаж острва. Грађене су бројне луке и пристаништа за велике теретне бродове, развијала се трговина, отварани су хотели. С временом залихе калаја су готово исцрпљене, а последњи рудник на острву је затворен 1992. као непрофитабилан.
Године 1903. на острву су подигнуте прве плантаже бразилског каучуковца (Hevea brasiliensis) а привреда Пукета добија још један важан извор прихода. Под овим културама данас је преко 30% површина Пукета, а сам Тајланд је по производњи природног каучука 2010. заузимао прво место у свету. Узгој ове културе и данас је главна привредна делатност малајске популације на острву и важан извор прихода становника.
Почетком 1970-их година превасходно захваљујући топлој клими, чистом мору и бројним пешчаним плажама, на острву почиње интензивније да се развија туризам. У веома кратком временском периоду дуж обале су почела да ничу бројна туристичка насеља и хотели, Патонг (тај. ป่าตอง), Карон (тај. หาดกะรน) и Ката (тај. หาดกะตะ). Туризам доживљава свој највећи успон током деведесетих година 20. века, тако да данас представља најважнији извор прихода на острву. Према статистичким подацима локалне туристичке заједнице, острво Пукет је 2011. посетило укупно 5.895.997 страних и 2.375.725 домаћих туриста, што је у односу на 2010. повећање од чак 78,16%. Према подацима из 2004. на подручју провинције постојало је 579 хотела свих категорија, а национално министарство туризма израдило је план за период 2006—2015. према ком би се хотелски капацитети повећали за 4% на годишњем нивоу.
Поред класичног одмаралишног туризма, последњих година се на Пукету интензивно развија голф-туризам, тако да данас широм острва постоје бројни голф терени који се убрајају међу најбоље на свету, а Пукет постаје важна дестинација за љубитеље овог спорта. Велики пораст бележи и секс-туризам, нарочито у подручју Патонга.

### Саобраћај
Све до 1967. године и отварања моста којим је острво повезано са остатком земље, главну везу Пукета са остатком света чинио је бродски саобраћај. Први мост дужине 660 метара, назван у част тадашњег премијера Пота Сарасина (Сарасинов мост) повезао је северни део острва са остатком земље. Међутим како је туризам доживљавао све већи замак тако се јавила и потреба за још једним друмским правцем, те је источно од постојећег саграђен и нови мост Теп Красатри, a 2011. и модеран мост Си Сутон. Сарасинов мост данас је претворен у пешачку зону и саобраћај моторним возилима преко њега је забрањен.
На око 32 км северно од града Пукета налази се велики међународни аеродром (ИАТА код: HKT, ИЦАО код: VTSP). Компанија „Аеродроми Тајланда“ је 2012. започела пројекат реконструкције и проширења пукетског аеродрома вредан 185,7 милиона америчких долара. Након комплетне реконструкције чији завршетак је планиран за крај 2015. капацитет аеродрома биће повећан на 12,5 милиона путника годишње, а такође ће бити отворен и комплетно нови путнички терминал.

## Међународна сарадња
Провинција Пукет има потписане уговоре о међународној сарадњи са следећим градовима и регијама:
| - Лас Вегас, Невада, САД - Ница, Француска - Провинција Хајнан, Кина | - Јантај, Кина - Нахотка, Русија (од септембра 2006) - Порт Блер, Индија |